# ヒット住宅展示場

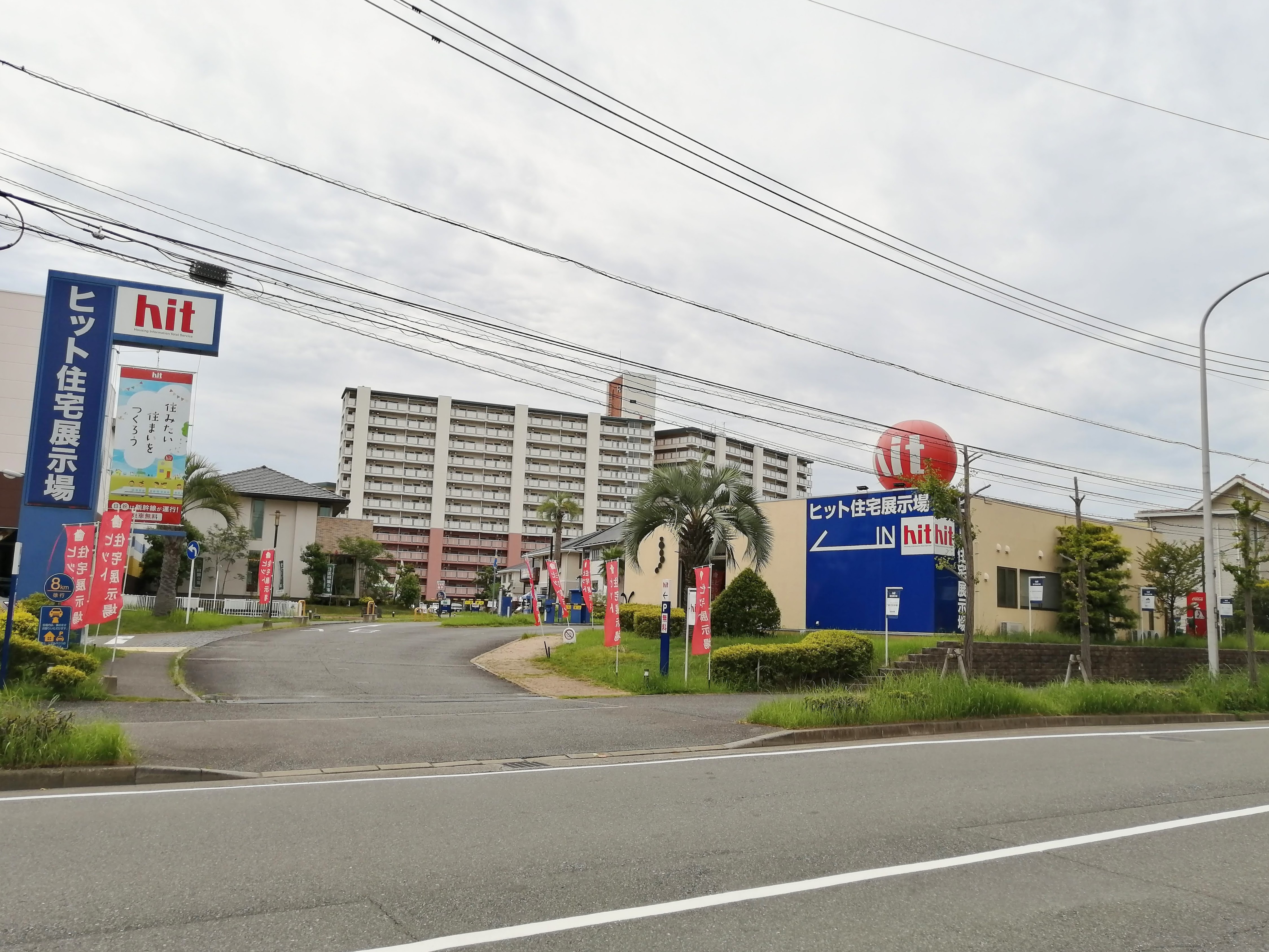
香椎浜住宅展示場

ヒット住宅展示場（ひっとじゅうたくてんじじょう）は、西日本新聞社・RKB毎日放送が主催し、福岡地所が企画運営をしている住宅展示場である。

## 概要
福岡県内4ヶ所、大分市に1ヶ所、展示会場が設置され、計38社のモデルハウスが展示されている。各会場において西日本シティ銀行によるローン相談会が開催されている。また、RKBテレビの番組「原口・はなわの踊る!すまいる大御殿」が放送されており、原口あきまさとはなわが出演、当住宅展示場に展示されている住宅を紹介している。
2021年1月からはRKBで「ヒット住まいる探検隊」が放映されている。
毎週、イメージキャラクターであるヒントくん（博士風な犬）とヒットちゃん（おてんば猫）がコミカルにモデルハウスを紹介。
なお、RKBは「RKB住宅展小倉北」（旧RKBハウジングパーク小倉）の運営も行っているが、運営面における連携等はない。また「RKB住宅展小倉南」開設に伴い、2016年1月限りで北九州地区からは撤退することになった。

## 展示会場
- マリナ通り住宅展示場（旧名称：よかトピア西住宅展示場、福岡県福岡市西区）
- 香椎浜住宅展示場（福岡県福岡市東区）
- 小倉南住宅展示場（福岡県北九州市小倉南区）- 2016年1月末で廃止
- 久留米住宅展示場（福岡県久留米市）
- 大野城住宅展示場（福岡県大野城市）
- 明野住宅展示場（大分県大分市）